# Hosam Katan
Hosam Katan (Alepo, 2 de enero de 1994) es un fotógrafo sirio actualmente residente en Alemania conocido por la cobertura de la guerra de Siria en su ciudad natal y sus impactantes imágenes de la vida cotidiana durante la misma.

## Biografía
Hosam Katan tenía 19 años cuando comenzó la guerra en su país y su relación previa con la fotografía era casi nula. Durante los primeros acontecimientos bélicos de la guerra de Siria en su ciudad acompañó a diferentes fotoperiodistas internacionales como persona conocedora de la ciudad y vecino de su zona este. Poco a poco fue interesándose y aprendiendo de su trabajo. Mientras se endurecía la situación bélica de Alepo fue haciéndose más difícil la vida y el trabajo, de modo que al final no quedaban periodistas extranjeros que cubrieran el conflicto desde esa zona de la ciudad y el les relevó en ello. Sus primeras imágenes estaban hechas con un teléfono móvil, y finalmente acabó trabajando para el “Aleppo Media Center” y como fotógrafo independiente para la agencia Reuters y la revista Stern alemana.
Tras ser herido en 2015, se recuperó y siguió trabajando, pero poco después decidió huir hacia Europa como tantos otros refugiados. Tras pasar a Turquía y atravesar en barca el Mediterráneo, llegó a Alemania. Actualmente estudia fotografía en Hannover.

## Premios (selección)
- 2014. Premio Ian Parry.[3]
- 2015. Premio Andrei Stenin.
- 2015. Premio IAFOR.[4]
- 2016. Premio Nannen de periodismo.
- 2016. Premio de fotografía de la Universidad de Arte y Diseño de Offenbach (Alemania).
- 2017. Premio fotográfico PX3 París
- 2017. Premio Felix Schoeller.

## Libros
- 2018. "Yalla habibi – Viviendo con la guerra en Alepo”, sobre la vida diaria en el este de la ciudad más poblada de Siria durante el conflicto.[5][6] El título del libro en el idioma natal de Hosam (Yalla habibi) se traduce al español como “A seguir, cariño”